# Screen Actors Guild Awards 2014
Screen Actors Guild Awards  var den 20:e upplagan av Screen Actors Guild Awards som belönade skådespelarinsatser i filmer och TV-produktioner från 2013. Galan hölls vid Shrine Auditorium i Los Angeles, Kalifornien den 18 januari 2014.

## Vinnare och nominerade
Vinnarna listas i fetstil.

### Film
| Bästa manliga huvudroll | Bästa kvinnliga huvudroll |
| --- | --- |
| - Matthew McConaughey – Dallas Buyers Club - Bruce Dern – Nebraska - Chiwetel Ejiofor – 12 Years a Slave - Tom Hanks – Captain Phillips - Forest Whitaker – The Butler | - Cate Blanchett – Blue Jasmine - Sandra Bullock – Gravity - Judi Dench – Philomena - Meryl Streep – En familj – August: Osage County - Emma Thompson – Saving Mr. Banks           |
| Bästa manliga biroll | Bästa kvinnliga biroll |
| - Jared Leto – Dallas Buyers Club - Barkhad Abdi – Captain Phillips - Daniel Brühl – Rush - Michael Fassbender – 12 Years a Slave - James Gandolfini – Enough Said | - Lupita Nyong'o – 12 Years a Slave - Jennifer Lawrence – American Hustle - Julia Roberts – En familj – August: Osage County - June Squibb – Nebraska - Oprah Winfrey – The Butler |
| Bästa rollbesättning i en film | |
| - American Hustle – Amy Adams, Christian Bale, Louis C.K., Bradley Cooper, Paul Herman, Jack Huston, Jennifer Lawrence, Alessandro Nivola, Michael Peña, Jeremy Renner, Elisabeth Röhm och Shea Whigham - 12 Years a Slave – Benedict Cumberbatch, Paul Dano, Garret Dillahunt, Chiwetel Ejiofor, Michael Fassbender, Paul Giamatti, Scoot McNairy, Lupita Nyong'o, Adepero Oduye, Sarah Paulson, Brad Pitt, Michael K. Williams och Alfre Woodard - The Butler – Mariah Carey, John Cusack, Jane Fonda, Cuba Gooding Jr., Terrence Howard, Lenny Kravitz, James Marsden, David Oyelowo, Alex Pettyfer, Vanessa Redgrave, Alan Rickman, Liev Schreiber, Forest Whitaker, Robin Williams och Oprah Winfrey - Dallas Buyers Club – Jennifer Garner, Matthew McConaughey, Jared Leto, Denis O'Hare, Dallas Roberts och Steve Zahn - En familj – August: Osage County – Abigail Breslin, Chris Cooper, Benedict Cumberbatch, Juliette Lewis, Margo Martindale, Ewan McGregor, Dermot Mulroney, Julianne Nicholson, Julia Roberts, Sam Shepard, Meryl Streep och Misty Upham | |
| Bästa stuntensemble i en film | |
| - Lone Survivor - All Is Lost - Fast & Furious 6 - Rush - The Wolverine | |

### Television
| Bästa manliga skådespelare i en dramaserie | Bästa kvinnliga skådespelare i en dramaserie |
| --- | --- |
| - Bryan Cranston – Breaking Bad - Steve Buscemi – Boardwalk Empire - Jeff Daniels – The Newsroom - Peter Dinklage – Game of Thrones - Kevin Spacey – House of Cards | - Maggie Smith – Downton Abbey - Claire Danes – Homeland - Anna Gunn – Breaking Bad - Jessica Lange – American Horror Story - Kerry Washington – Scandal                        |
| Bästa manliga skådespelare i en komediserie | Bästa kvinnliga skådespelare i en komediserie |
| - Ty Burrell – Modern Family - Alec Baldwin – 30 Rock - Jason Bateman – Arrested Development - Don Cheadle – House of Lies - Jim Parsons – The Big Bang Theory | - Julia Louis-Dreyfus – Veep - Mayim Bialik – The Big Bang Theory - Julie Bowen – Modern Family - Edie Falco – Nurse Jackie - Tina Fey – 30 Rock                                |
| Bästa manliga skådespelare i en TV-film eller miniserie | Bästa kvinnliga skådespelare i en TV-film eller miniserie |
| - Michael Douglas – Mitt liv med Liberace - Matt Damon – Mitt liv med Liberace - Jeremy Irons – The Hollow Crown - Rob Lowe – Killing Kennedy - Al Pacino – Phil Spector | - Helen Mirren – Phil Spector - Angela Bassett – Betty and Coretta - Helena Bonham Carter – Burton & Taylor - Holly Hunter – Top of the Lake - Elisabeth Moss – Top of the Lake |
| Bästa rollbesättning i en dramaserie | |
| - Breaking Bad – Michael Bowen, Betsy Brandt, Bryan Cranston, Lavell Crawford, Tait Fletcher, Laura Fraser, Anna Gunn, Matthew T. Metzler, RJ Mitte, Dean Norris, Bob Odenkirk, Aaron Paul, Jesse Plemons, Steven Michael Quezada, Kevin Rankin och Patrick Sane - Boardwalk Empire – Patricia Arquette, Margot Bingham, Steve Buscemi, Brian Geraghty, Stephen Graham, Erik LaRay Harvey, Jack Huston, Ron Livingston, Domenick Lombardozzi, Gretchen Mol, Ben Rosenfield, Michael Stuhlbarg, Jacob A. Ware, Shea Whigham, Michael Kenneth Williams, Jeffrey Wright och Paul Sparks - Downton Abbey – Hugh Bonneville, Laura Carmichael, Jim Carter, Brendan Coyle, Michelle Dockery, Kevin Doyle, Jessica Brown Findlay, Siobhan Finneran, Joanne Froggatt, Rob James-Collier, Allen Leech, Phyllis Logan, Elizabeth McGovern, Sophie McShera, Matt Milne, Lesley Nicol, Amy Nuttall, David Robb, Maggie Smith, Ed Speleers, Dan Stevens, Cara Theobold och Penelope Wilton - Game of Thrones – Alfie Allen, John Bradley, Oona Castilla Chaplin, Gwendoline Christie, Emilia Clarke, Nikolaj Coster-Waldau, Mackenzie Crook, Charles Dance, Joe Dempsie, Peter Dinklage, Natalie Dormer, Nathalie Emmanuel, Michelle Fairley, Jack Gleeson, Iain Glen, Kit Harington, Lena Headey, Isaac Hempstead Wright, Kristofer Hivju, Paul Kaye, Sibel Kekilli, Rose Leslie, Richard Madden, Rory McCann, Michael McElhatton, Ian McElhinney, Philip McGinley, Hannah Murray, Iwan Rheon, Sophie Turner, Carice van Houten och Maisie Williams - Homeland – F. Murray Abraham, Sarita Choudhury, Claire Danes, Rupert Friend, Tracy Letts, Damian Lewis, Mandy Patinkin och Morgan Saylor | |
| Bästa rollbesättning i en komediserie | |
| - Modern Family – Julie Bowen, Ty Burrell, Aubrey Anderson-Emmons, Jesse Tyler Ferguson, Nolan Gould, Sarah Hyland, Ed O'Neill, Rico Rodriguez, Eric Stonestreet, Sofía Vergara och Ariel Winter - 30 Rock – Scott Adsit, Alec Baldwin, Katrina Bowden, Kevin Brown, Grizz Chapman, Tina Fey, Judah Friedlander, Jane Krakowski, John Lutz, James Marsden, Jack McBrayer, Tracy Morgan och Keith Powell - Arrested Development – Will Arnett, Jason Bateman, John F. Beard, Michael Cera, David Cross, Portia de Rossi, Isla Fisher, Tony Hale, Ron Howard, Liza Minnelli, Alia Shawkat, Jeffrey Tambor, Jessica Walter och Henry Winkler - The Big Bang Theory – Mayim Bialik, Kaley Cuoco, Johnny Galecki, Simon Helberg, Kunal Nayyar, Jim Parsons och Melissa Rauch - Veep – Sufe Bradshaw, Anna Chlumsky, Gary Cole, Kevin Dunn, Tony Hale, Julia Louis-Dreyfus, Reid Scott, Timothy Simons och Matt Walsh | |
| Bästa stuntensemble i en TV-serie | |
| - Game of Thrones - Boardwalk Empire - Breaking Bad - Homeland - The Walking Dead | |

### Screen Actors Guild Life Achievement Award
- Rita Moreno